# Abaza
Abaza (1617 - ?) foi um  general turco, Rajá da Bósnia, paxá de Erzurum, que em 1622 se recusou a reconhecer o sultão otomano Kara Mustafá e procurou vingar a morte do sultão Osman. Devido às sua políticas conseguiu tirar do poder de Mustafá e colocar no trono Amirates IV. 
Pouco tempo depois do conflitos com Mustafá voltou a fazer as pazes com este que então o enviou em 1634 à frente de um exército de 60 mil homens contra os territórios polacos. Foi ainda enviado pelo Sultão contra os persas.
Depois destes favorecimentos do sultão, morreu assassinado em consequência de uma conspiração palaciana, segundo alguns autores. Segundo outros morreu nas cercanias de Vã, Turquia.